# SEKAB
SEKAB (Svensk Etanolkemi) ist ein schwedisches Chemieunternehmen mit Sitz in Domsjö bei Örnsköldsvik.
SEKAB stellt Bioethanol für die Biokraftstoffe E85 und ED95 sowie darauf basierende Chemikalien her.
1973 verkaufte die MoDo ihr Chemiegeschäft an Statsföretag, die Firma wird in Berol Kemi umbenannt. 1983 wird die Stiftelsen Svensk Etanolutveckling (SSEU) mit Sitz in Örnsköldsvik gegründet, um Ethanol als Kraftstoff voranzutreiben. 1985 wurde dann die SEKAB durch Abspaltung des Ethanolgeschäfts von Berol Kemi gegründet.
Dazu gehören Ethylacetat, wo SEKAB eine jährliche Produktionskapazität von 35 kt besitzt, Acetaldehyd und Essigsäure.